# Жолт Банкуті
Жолт Банкуті (угор. Bánkuti Zsolt; нар. 18 квітня 1976, Будапешт) — угорський борець вільного стилю, чемпіон Європи.

## Життєпис
Боротьбою почав займатися з 1982 року. Був срібним призером чемпіонату світу з вільної боротьби 1992 року серед кадетів. На тому ж турнірі виступив і у змаганнях з греко-римської боротьби, де посів шосте місце. 
На дорослому рівні виступав не дуже успішно. На світових першостях найкращим його результатом було десяте місце на чемпіонаті світу 1999 року. На чемпіонатах Європи до 2001 року вище шостого місця не піднімався. Зірковим у спортивній кар'єрі Жолта Банкуті стала домашня континентальна першість, що проходила у рідному йому Будапешті, де він несподівано став чемпіоном, перемігши у фіналі 20-річного українця Василя Федоришина, для якого це був дебютний турнір такого рівня. Після цього успіху ще чотири роки продовжував виступати на європейських і світових першостях, займаючі, звичні для себе, місця у другій-третій десятці.
Виступав за борцівський клуб «Жепель-опт» з Будапешта. Тренер — Іштван Гуляс.

## Спортивні результати на міжнародних змаганнях

### Виступи на Чемпіонатах світу
| Змагання                        | Збірна   | Вагова категорія          | Місце |
| ------------------------------- | -------- | ------------------------- | ----- |
| Чемпіонат світу з боротьби 1997 | Угорщина | вільна боротьба, до 63 кг | 27    |
| Чемпіонат світу з боротьби 1998 | Угорщина | вільна боротьба, до 63 кг | 11    |
| Чемпіонат світу з боротьби 1999 | Угорщина | вільна боротьба, до 58 кг | 10    |
| Чемпіонат світу з боротьби 2001 | Угорщина | вільна боротьба, до 58 кг | 12    |
| Чемпіонат світу з боротьби 2002 | Угорщина | вільна боротьба, до 60 кг | 24    |
| Чемпіонат світу з боротьби 2005 | Угорщина | вільна боротьба, до 55 кг | 11    |

### Виступи на Чемпіонатах Європи
| Змагання                         | Збірна   | Вагова категорія          | Місце  |
| -------------------------------- | -------- | ------------------------- | ------ |
| Чемпіонат Європи з боротьби 1995 | Угорщина | вільна боротьба, до 62 кг | 21     |
| Чемпіонат Європи з боротьби 1997 | Угорщина | вільна боротьба, до 63 кг | 14     |
| Чемпіонат Європи з боротьби 1998 | Угорщина | вільна боротьба, до 63 кг | 14     |
| Чемпіонат Європи з боротьби 1999 | Угорщина | вільна боротьба, до 63 кг | 10     |
| Чемпіонат Європи з боротьби 2000 | Угорщина | вільна боротьба, до 58 кг | 6      |
| Чемпіонат Європи з боротьби 2001 | Угорщина | вільна боротьба, до 58 кг | Золото |
| Чемпіонат Європи з боротьби 2002 | Угорщина | вільна боротьба, до 60 кг | 14     |
| Чемпіонат Європи з боротьби 2004 | Угорщина | вільна боротьба, до 60 кг | 15     |

### Виступи на інших змаганнях
| Змагання                                                      | Збірна   | Вагова категорія          | Місце  |
| ------------------------------------------------------------- | -------- | ------------------------- | ------ |
| Гран-прі Німеччини з боротьби 1996                            | Угорщина | вільна боротьба, до 62 кг | 9      |
| Гран-прі Німеччини з боротьби 1998                            | Угорщина | вільна боротьба, до 63 кг | Бронза |
| Олімпійський кваліфікаційний турнір з боротьби 2000 (Мінськ)  | Угорщина | вільна боротьба, до 58 кг | 21     |
| Олімпійський кваліфікаційний турнір з боротьби 2000 (Лейпциг) | Угорщина | вільна боротьба, до 58 кг | 10     |
| Олімпійський кваліфікаційний турнір з боротьби 2000 (Токіо)   | Угорщина | вільна боротьба, до 58 кг | 7      |
| Гран-прі Німеччини з боротьби 2005                            | Угорщина | вільна боротьба, до 60 кг | 16     |

### Виступи на змаганнях молодших вікових груп
| Змагання                                       | Збірна   | Вагова категорія                 | Місце  |
| ---------------------------------------------- | -------- | -------------------------------- | ------ |
| Чемпіонат Європи з боротьби серед юніорів 1993 | Угорщина | вільна боротьба, до 63 кг        | 5      |
| Чемпіонат світу з боротьби серед юніорів 1994  | Угорщина | вільна боротьба, до 63 кг        | 8      |
| Чемпіонат Європи з боротьби серед молоді 1994  | Угорщина | вільна боротьба, до 62 кг        | 9      |
| Чемпіонат світу з боротьби серед молоді 1995   | Угорщина | вільна боротьба, до 62 кг        | 10     |
| Чемпіонат світу з боротьби серед кадетів 1991  | Угорщина | вільна боротьба, до 55 кг        | 7      |
| Чемпіонат світу з боротьби серед кадетів 1992  | Угорщина | вільна боротьба, до 60 кг        | Срібло |
| Чемпіонат світу з боротьби серед кадетів 1992  | Угорщина | греко-римська боротьба, до 60 кг | 6      |